# Coromines (Tavèrnoles)
Coromines és una masia de Tavèrnoles (Osona) inclosa a l'Inventari del Patrimoni Arquitectònic de Catalunya.

## Descripció
Masia de planta quadrada coberta a dues vessants, amb el carener perpendicular a la façana, situada a migdia. En aquest indret s'hi adossen dos cossos de planta, coberta a dues vessants, coberts a dues vessants que junt amb un mur i un portal d'arc rebaixat tanquen el barri. La façana presenta un portal d'arc de mig punt amb la dovella central datada. S'obren tres finestres a cada un dels dos pisos i una obertura d'arc de mig punt a les golfes. El mur de llevant és cec i s'hi adossa un cos de construcció recent. A tramuntana sobresurt un forn a nivell de la planta, tres finestres a cada pis i una a les golfes. El mur de ponent també és cec i s'hi adossa un cos de planta arrodonida. El ràfec de la teulada sobresurt molt poc, però té decoracions de teula. Els murs són de maçoneria i maó amb elements de pedra ben treballada.
Hi ha una cabana de planta quadrada (5mx5m) coberta a dues vessants i amb el carener perpendicular al a façana la qual està situada a ponent.
Només té una obertura a ponent i és un petit portal rectangular amb la porta de fusta. És construïda amb maçoneria i la teulada gairebé no té voladís. L'estat de conservació és mitjà.

## Història
Antiga masia documentada als fogatges de la parròquia i terme de Savassona. Aleshores habitava el mas un tal Bertomeu Coromina.
Segons les dades constructives i la tipologia de la masia, el mas ha estat reformat i la dovella del portal duu la data de 1867.
La història de la cabana va unida a la de la masia.